# Alphonse Legros
Alphonse Legros (Digione, 8 maggio 1837 – Watford, 8 dicembre 1911) è stato un pittore, incisore e scultore francese naturalizzato britannico.
Sul finire dell'epoca vittoriana Legros ha lasciato una forte impronta nella storia del disegno in Inghilterra, e si è particolarmente distinto come docente dell'University College di Londra.

## Biografia
Nacque da Lucien Legros e Anne Victoire Barrié.
Suo padre, originario di Véronnes, presso Selongey, in Côte-d'Or, faceva il contabile. Il giovane Alphonse, ancora adolescente, frequentò la "Scuola di Belle Arti" di Digione e divenne apprendista presso Mastro Nicolardo, illustratore, per avviarsi al commercio della pittura. Ma, nel 1851, sotto la protezione di Jean-Baptiste Beuchot, decise di andare a Parigi, dove iniziò facendo piccoli lavori per dei pittori artigianali. Quindi entrò alla "Piccola Scuola" (che sarebbe diventata la "Scuola Nazionale Superiore di Arti decorative"), dove conobbe Jules Dalou, Auguste Rodin e Henri Fantin-Latour. Seguì anche i corsi serali della "Scuola di Belle arti" di Parigi e strinse amicizia con il pittore statunitense Whistler.
Nel 1857 uno dei suoi ritratti fu accettato al Salon e Legros fu classificato tra i pittori realisti. Moltiplicò allora le sue acqueforti, in particolare i ritratti e le scene di vita quotidiana, come "La Carretta" e "Il Pescatore", ma si applicò anche a soggetti religiosi, come testimoniano diverse sue opere: "La Comunione", "Il Calvario", "Il Cristo morto", ecc. esposte nel 1859 al Museo d'Orsay, o ancora l'"Ex voto", conservato al Museo di Digione.
Poco tempo dopo, l'amico Edgar Degas gli suggerì di partecipare al secondo Salone degli Impressionisti. Legros accettò, ma gli assunti e l'impostazione pittorica di questi ultimi non lo convinsero pienamente. Al contrario, si dedicò sempre di più all'incisione su rame.
Il 1863 segnò una svolta nella sua vita: spinto da Whistler si trasferì stabilmente a Londra e nel 1864 sposò Frances Rosetta Hodgson. Durante i primi anni, per sostentarsi, Legros dovette dedicarsi ad attività artistiche diverse,  poi, finalmente, ottenne un posto di insegnante d'incisione alla South Kensington School of Art, che ricoprì sino al 1876 quando fu chiamato come professore all'University College di Londra. Fu in questo prestigioso istituto che Legros, durante sedici anni, mostrò appieno la sua dedizione all'insegnamento ed ai suoi allievi, mantenendo un'attività creativa continua, specie nel campo dell'incisione (acqueforti e medaglioni). 
Al tempo stesso approfondiva lo studio dei grandi pittori del passato, come Holbein, Rubens e i maestri italiani del Rinascimento. La sua influenza sugli artisti inglesi di fine secolo divenne importante e duratura; Legros fu uno dei protagonisti di quel rifiorire di interesse per l'incisione, tipico di quel periodo, e fu senza dubbio uno di coloro che ridettero prestigio ed attualità ad una tecnica che era ormai caduta in disuso: la "punta d'argento".
Nonostante le sue difficoltà nell'esprimersi in inglese, l'Establishment ne riconobbe il talento e nel 1881 gli fu concessa la nazionalità britannica. Ma Legros non dimenticò mai i suoi legami con la Francia.
È per questo che egli compare a fianco di Baudelaire, Whistler, Delacroix e Manet nel celebre "Omaggio a Delacroix", dipinto da Henri Fantin-Latour nel 1864 ed esposto al Museo d'Orsay, dove è conservato anche un bel ritratto di Léon Gambetta eseguito nel 1875 da Legros.
Conobbe scultori come Jules Dalou, che ospitò nel 1871 quando costui dovette fuggire per la repressione della Comune di Parigi, (pochi anni dopo Dalou scolpì un busto di Legros), né si può dimenticare la sua lunga amicizia con Auguste Rodin, che Legros ritrasse nel 1882 (il ritratto è al Museo Rodin) e che iniziò all'arte dell'incisione durante il soggiorno del grande scultore nel Regno Unito (1881]). Anche Rodin scolpì un busto di Legros (conservato sempre al Museo Rodin).
Gli autoritratti di Legros, nato in Borgogna e divenuto un rispettabile cittadino britannico, mostrano un bel viso sereno dalla grande barba d'artista.
Alphonse Legros ritrovò dei percorsi più creativi dopo essere andato in pensione nel 1892.  Disegnò e incise i soggetti più diversi: paesaggi di campagna, attività umili, scene macabre, senza però tralasciare i ritratti di artisti contemporanei (Hugo, Berlioz, Holroyd), o di personalità influenti della «gentry» (Huxley, il cardinale Manning, lord Cavendish). Di questi ritratti sono piene oggi le collezioni pubbliche e private del Regno Unito ed i cataloghi dei mercanti d'Arte.

Legros lasciò anche alcune sculture, oltre ai medaglioni in bassorilievo (ad esempio la realizzazione di fontane per il duca di Portland).
La morte lo colse in una cittadina dell'Hertfordshire, non lontano da Londra, all'età di 74 anni, e la sua fama perdura nel Regno Unito.

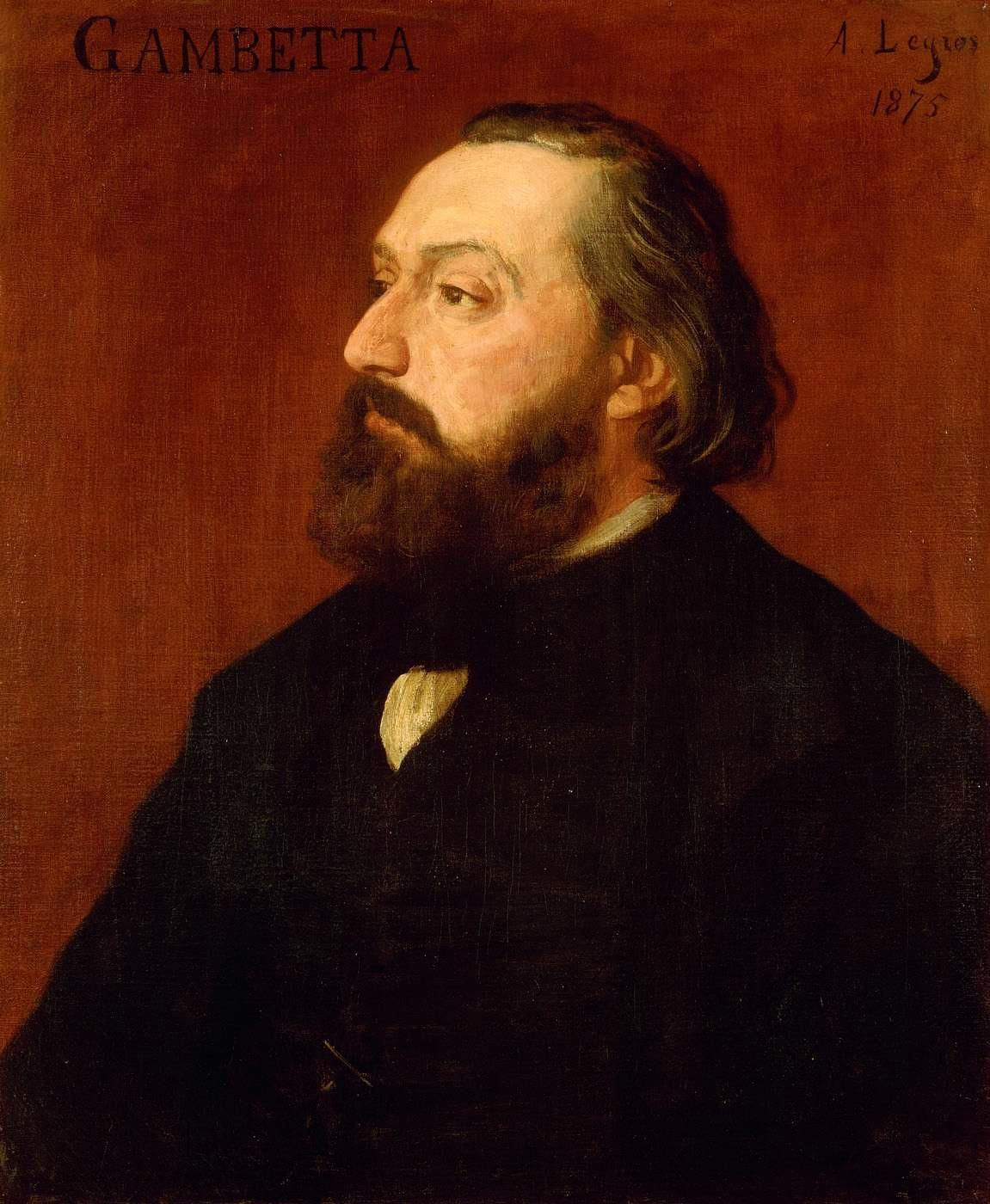
Léon Gambetta
ritratto da Legros

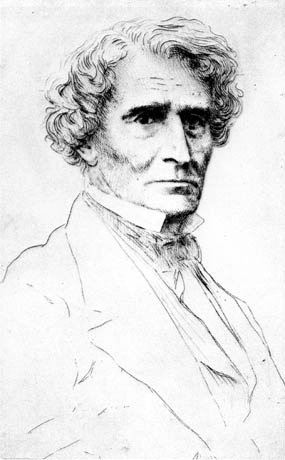
Hector Berlioz
ritratto da Legros

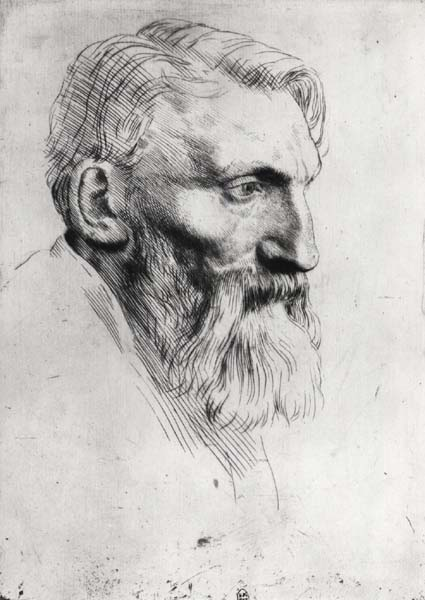
Auguste Rodin
ritratto da Legros

## Alcune opere
L'opera pittorica di Alphonse Legros è ben presente nei musei francesi (Museo d'Orsay, Museo Rodin), così come le sue incisioni su rame e le litografie. Queste ultime sono altrettanto numerose che in Inghilterra (Tate Gallery, National Portrait Gallery).

### Pitture
- La Lettura dell'Uffizio
- Ritratto di Léon Gambetta - (Museo d'Orsay)
- L'Incendio
- L'Angelus - (Museo d'Orsay)
- Il Calvario - (Museo d'Orsay)
- Un'onorevole ammenda - (Museo d'Orsay)
- La Comunione
- Il Cristo morto - (Tate Gallery)
- Il Battesimo
- Ex voto - (Museo di Dijon) (1861)
- Il pasto dei poveri - (Tate Gallery)
- Ritratto di Rodin - (Museo Rodin) (1882)

### Incisioni, litografie e disegni
Ritratti
- Autoritratto (1880)
- Hector Berlioz - (Fitzwilliam Museum di Cambridge) (1860)
- Thomas Carlyle
- Jules Dalou  - (Museo Rodin) (1876)
- Seymour Haden
- Dr. C. Hitchcock
- Victor Hugo
- Charles Holroyd (1905)
- Thomas-Henry Huxley
- Il Cardinale Manning (medaglione) - (Tate Gallery)
- Edward J. Poynter  - (Royal Academy) (1877)
- Auguste Rodin - (Museo Rodin) (1881)
- William Rothenstein    * G.F. Watts (medaglione) - (Royal Academy) (1897)

Vita quotidiana della gente umile 
- La Morte di San Francesco (1869)
- I Cercatori di Funghi
- Il Riposo del Viaggiatore
- La Morte del Vagabondo
- La Morte e il Boscaiolo (1880)
- Il Bravuomo Miseria (serie)
- Il Mendicante
- Il Grande Spagnolo
- La Carretta
- Contadino bretone
- Contadine dei dintorni di Boulogne
- La Donna col Paniere
- Il Riposo del Pastore
- Le Pecore Ritrovate
- Il Suonatore di Contrabasso (1869)
- I Pescatori di Gamberi
- Il Pescatore sulla linea

Paesaggi
- Nebbie del Mattino
- Solitudine
- Paesaggio con battello (1869)
- I Tre Frassini - (Museo Rodin)
- Il Temporale
- La Meuse (1869)
- Paesaggio con un fosso (1869)
- Lungo la riva
- La Piccola Capanna
- I Pastori della Somme, presso Amiens
- La Città al lavoro

## Galleria d'immagini

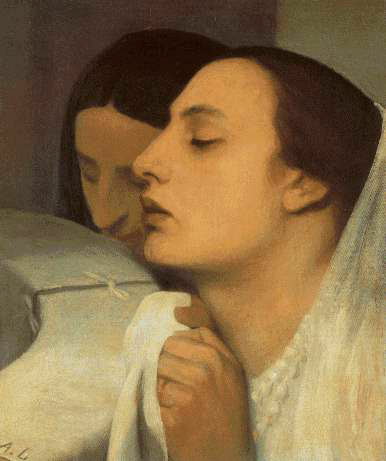
La Comunione
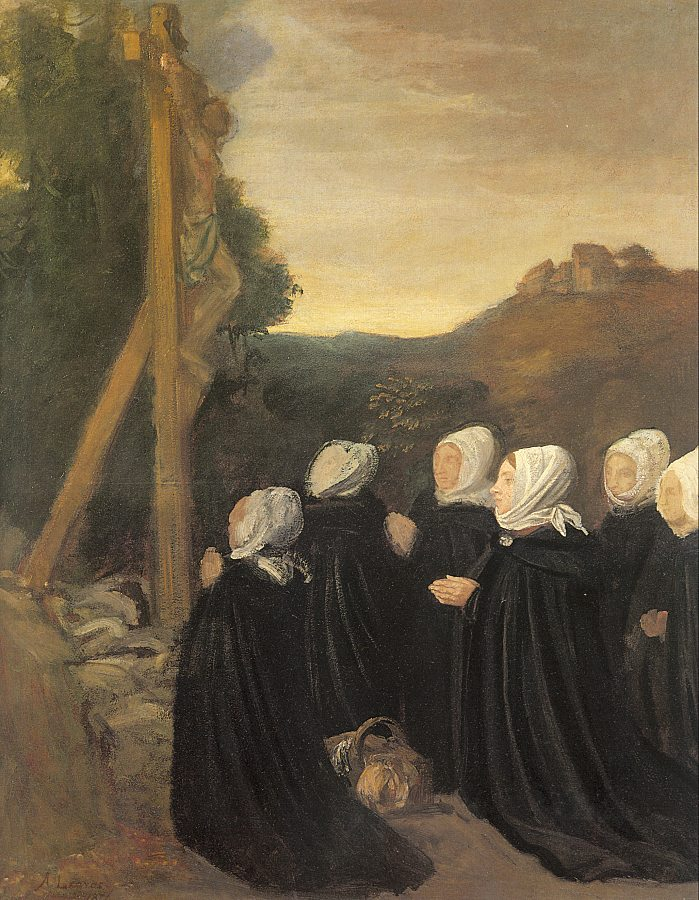
Il calvario
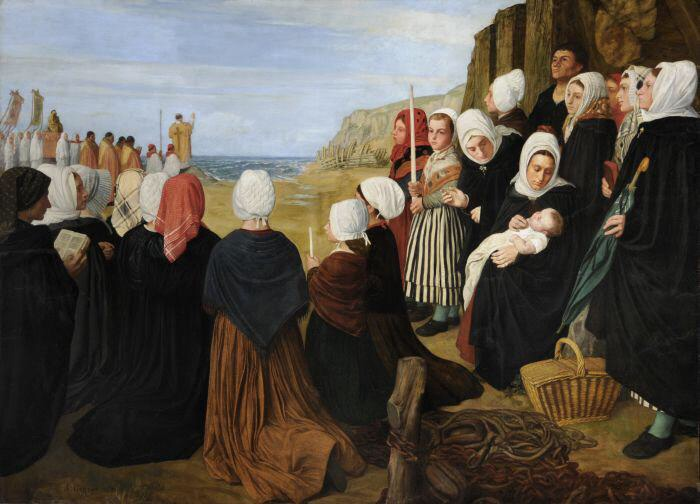
Benedizione del mare
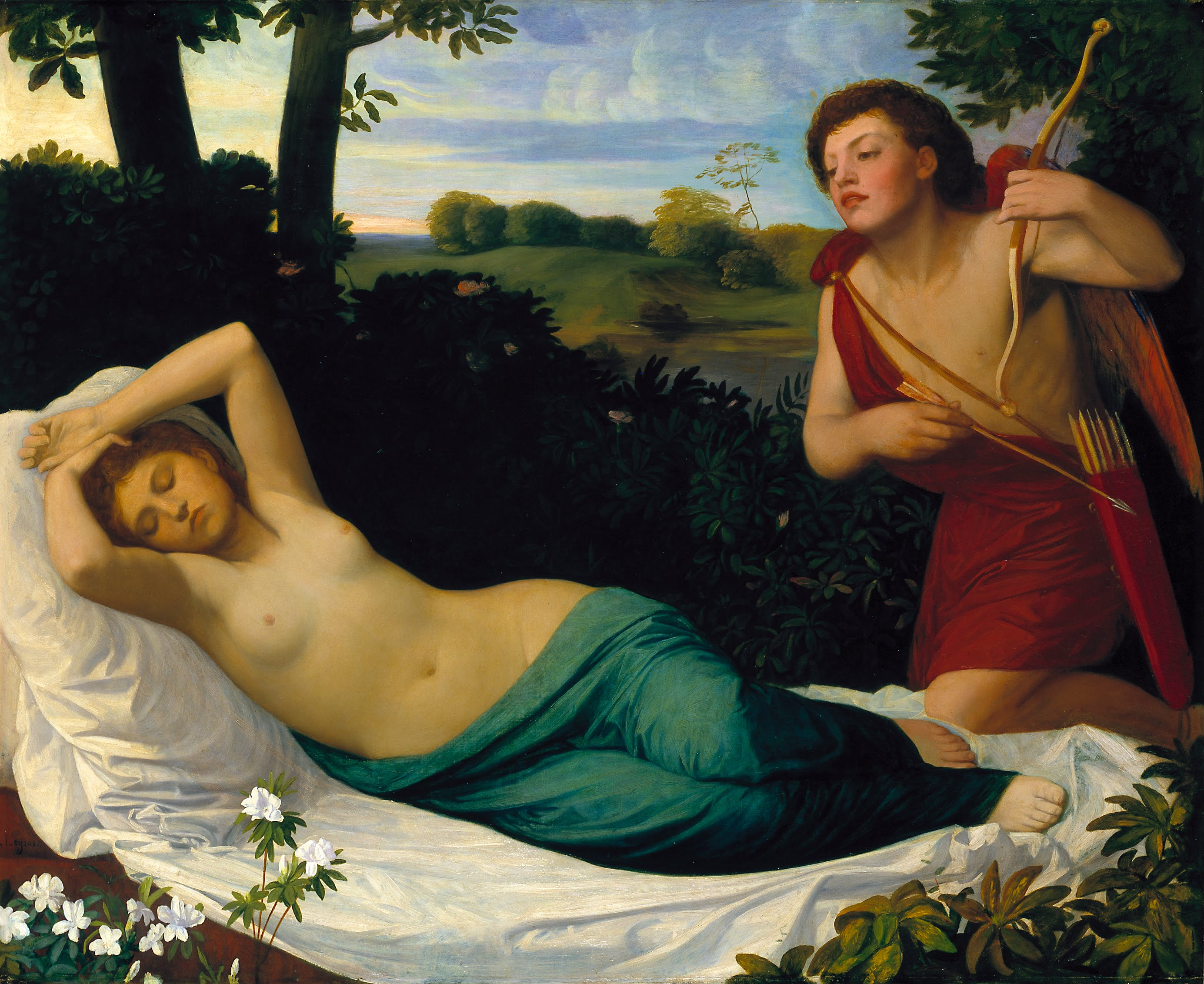
Cupido e Psiche
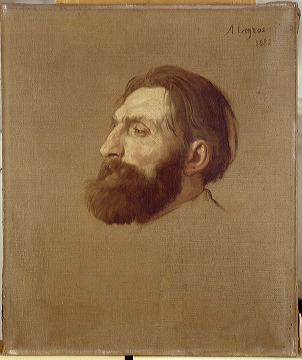
Auguste Rodin
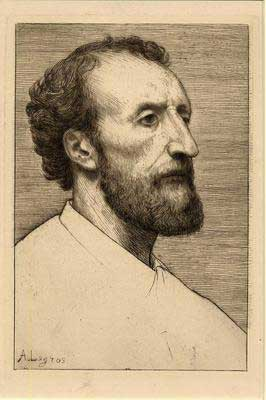
Jules Dalou
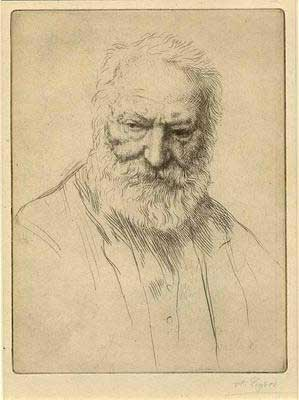
Victor Hugo